# كلينت وليامز
كلينت وليامز هو منافس ألعاب قوى غرينادي، ولد في 16 مايو 1977 في غرينادا.

## وصلات خارجية
- كلينت وليامز على موقع الاتحاد الدولي لألعاب القوى (الإنجليزية)
- كلينت وليامز على موقع أوليمبيديا (الإنجليزية)